# Urgell-Penedo-Urgell

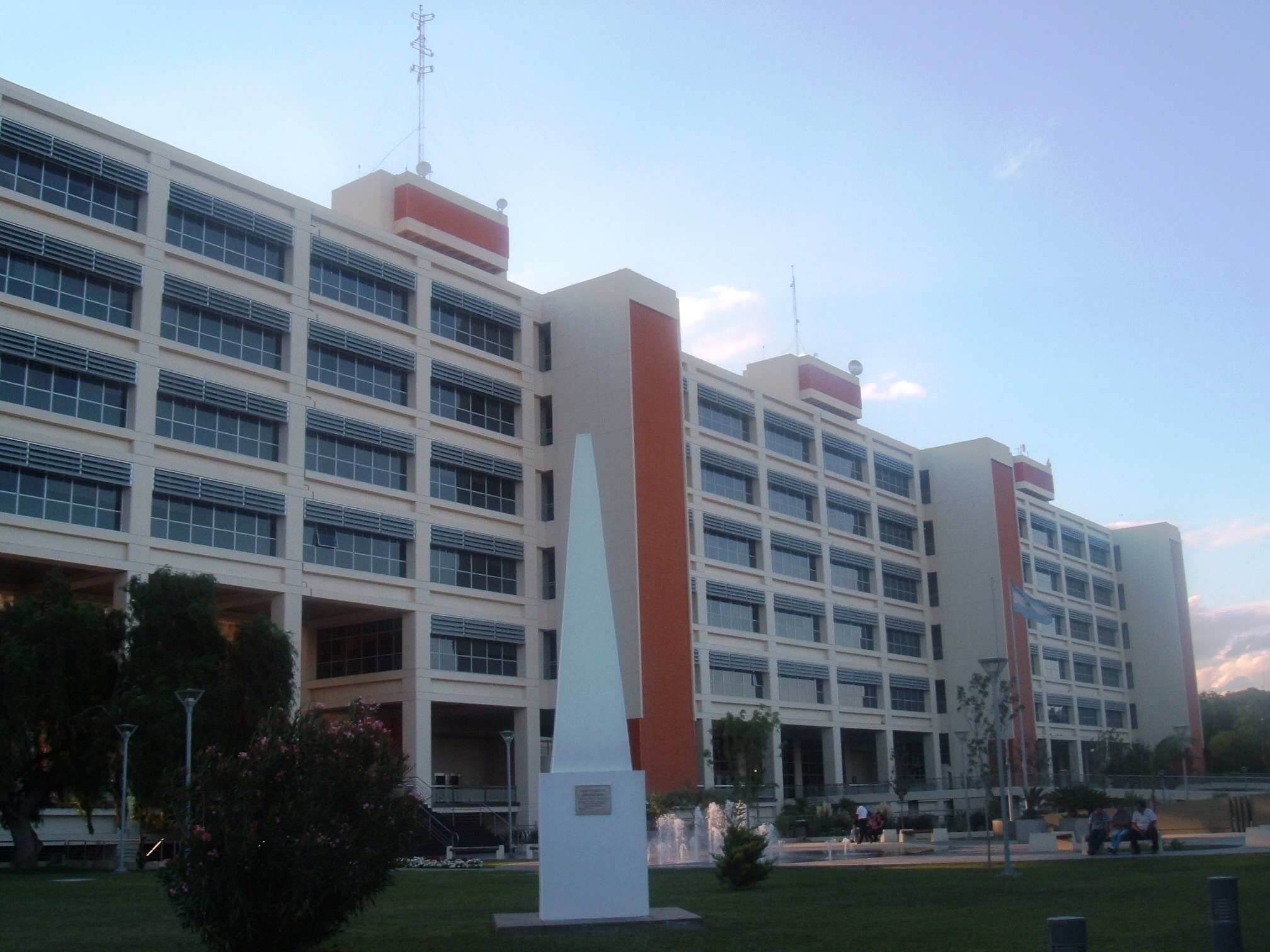
Centro Cívico de San Juan (asoc. Antonini-Schon-Zemborain)

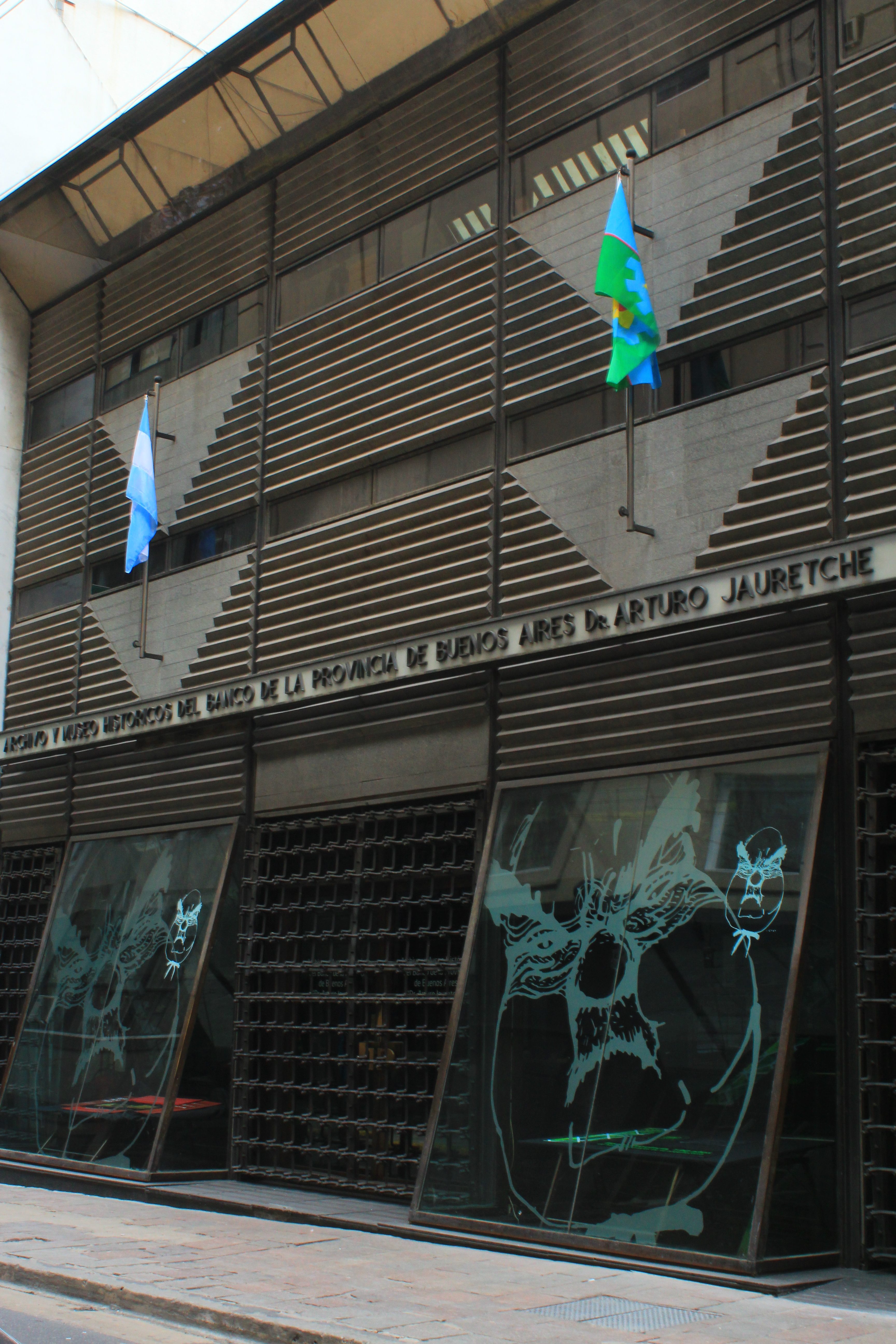
Archivo y Museo Histórico del Banco de la Provincia de Buenos Aires

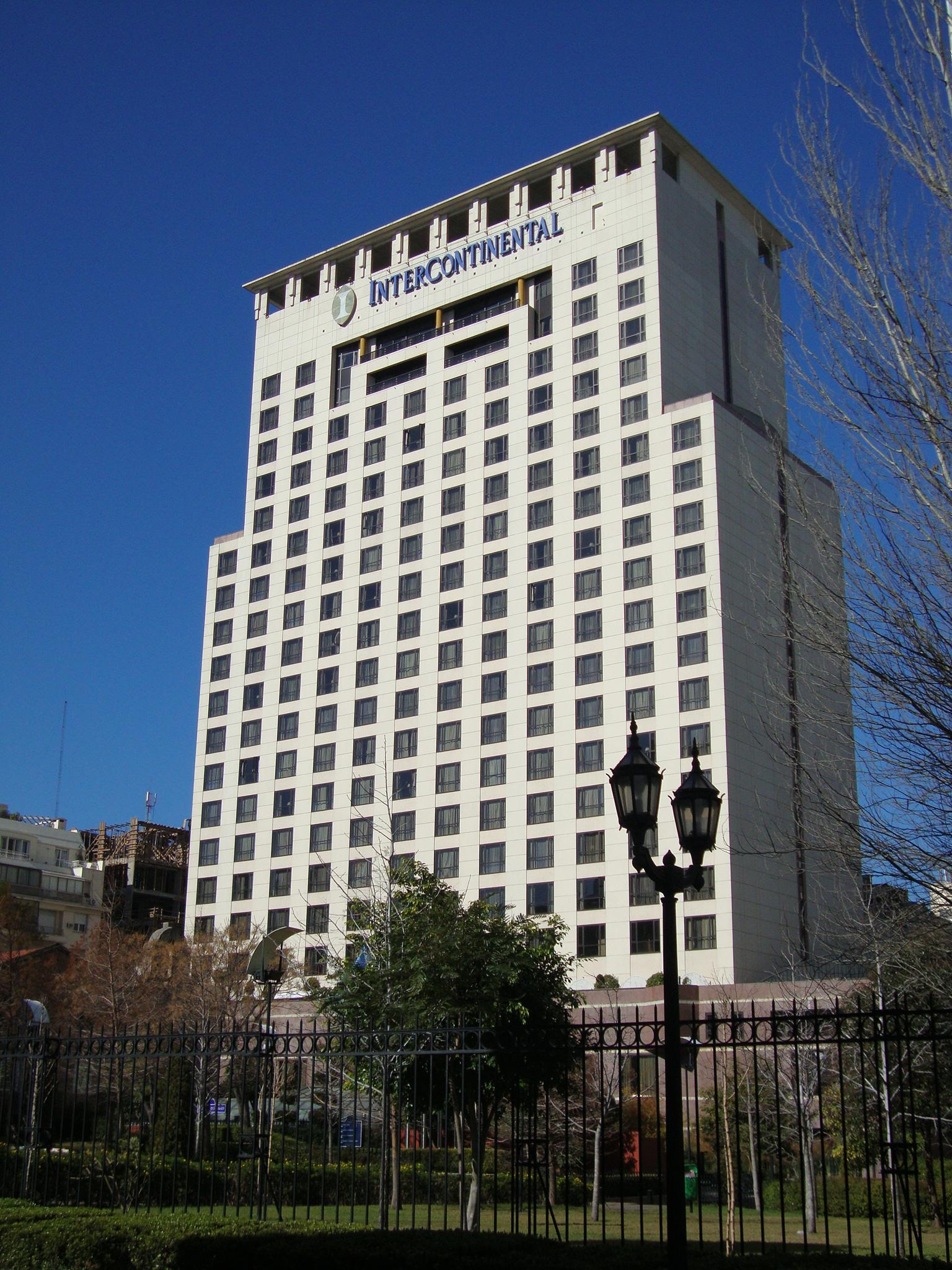
El Hotel Intercontinental Buenos Aires

Urgell-Penedo-Urgell es un estudio de arquitectura argentino, que está en actividad desde 1956. Fue fundado por Juan Manuel Llauró y José Antonio Urgell como Llauró-Urgell, con la sumatoria de Enrique Fazio en 1976 pasó a llamarse Llauró-Urgell-Fazio, y con la separación de uno de los fundadores en 1980 cambió su nombre a Urgell-Fazio. A ellos se integró Augusto Penedo en 1988, y Juan Martín Urgell en 1992. Con el fallecimiento de Fazio en 2001, el estudio alcanza su conformación actual. En 2012 el estudio recibió un Premio Konex - Diploma al Mérito por su trayectoria en la última década.
Entre sus obras, se destacan las Torres El Mirador de Puerto Madero, el conjunto Madero Harbour, el Hotel InterContinental Buenos Aires, las Torres Alto Palermo, la remodelación del Aeropuerto de Ezeiza, la urbanización de la Villa El Chocón y el Centro Cívico de San Juan.

## Obras destacadas

### Llauró-Urgell
- 1960: Terminal de Ómnibus de Luján
- 1964: Central Termoeléctrica Alto Valle, en Cipoletti (Río Negro) (asoc. Amaya-Devoto-Lanusse)
- 1968: Villa El Chocón (urbanización: 200 viviendas y edificios públicos) (asoc. Amaya-Devoto-Lanusse)
- 1969: Hospital San Vicente de Paul, en Orán (Salta) (asoc. Hampton-La Plaza-Ramírez)
- 1970: Centro Administrativo y Gubernamental de la Provincia de Buenos Aires, en La Plata (asoc. Antonini-Schon-Zemborain)
- 1971: Centro Cívico de San Juan (asoc. Antonini-Schon-Zemborain)
- 1973: Mercado Central de Buenos Aires: naves de comercialización (asoc. Arturo Bignoli y Asoc.; Federico B.

Camba y Asoc., Ings.)
- 1974: Villa Permanente de Yacyretá, en Ituzaingó (Corrientes) (asoc. Harza- Lahmeyer y Asociados)

### Llauró-Urgell-Fazio
- 1977: Centro Universitario de la Universidad de San Luis, en San Luis (asoc. Antonini-Schon-Zemborain)
- 1980: Museo y Archivo Histórico del Banco de la Provincia de Buenos Aires, en Buenos Aires

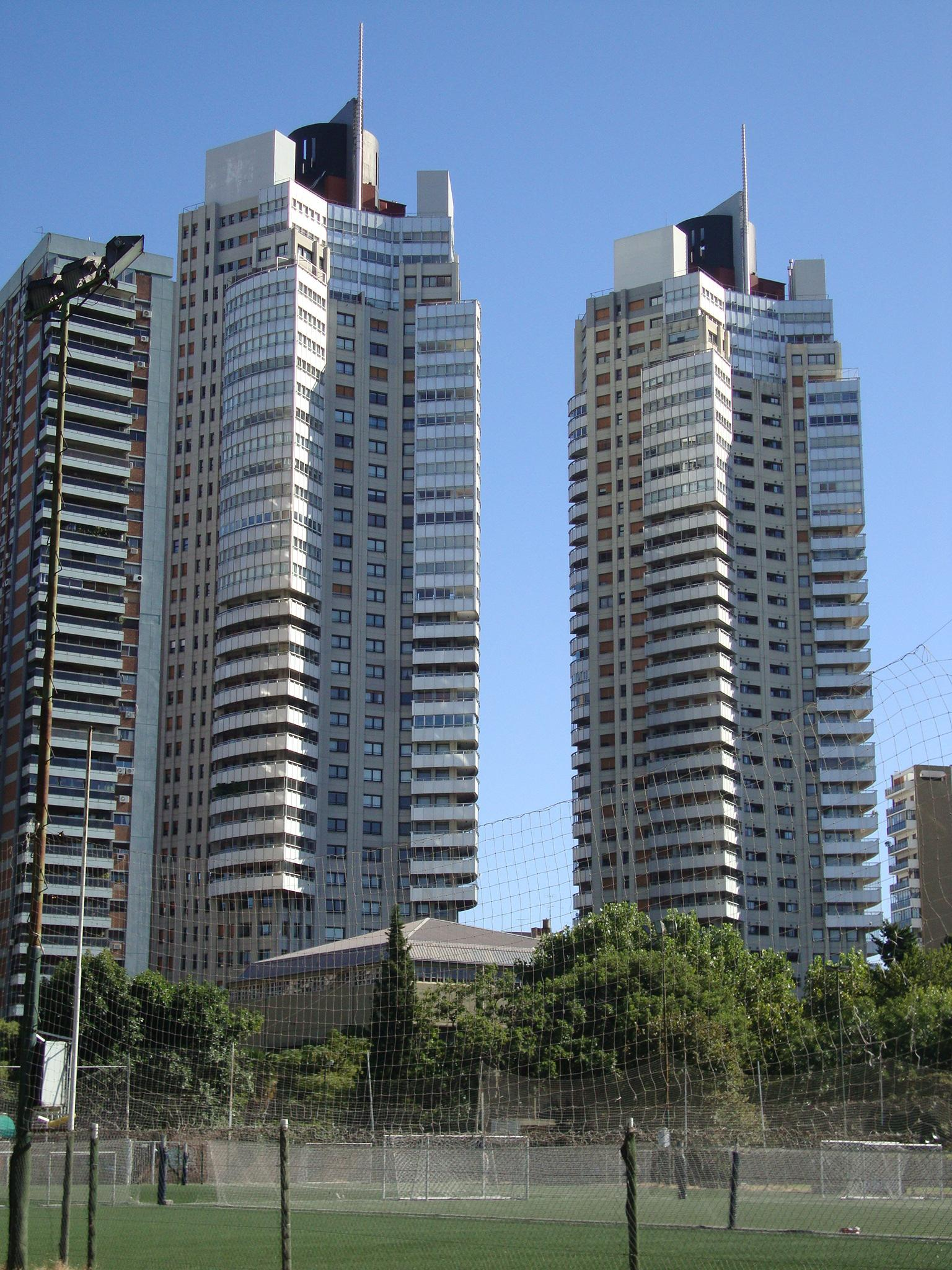
Las Torres Alto Palermo (asoc. MSGSSS)

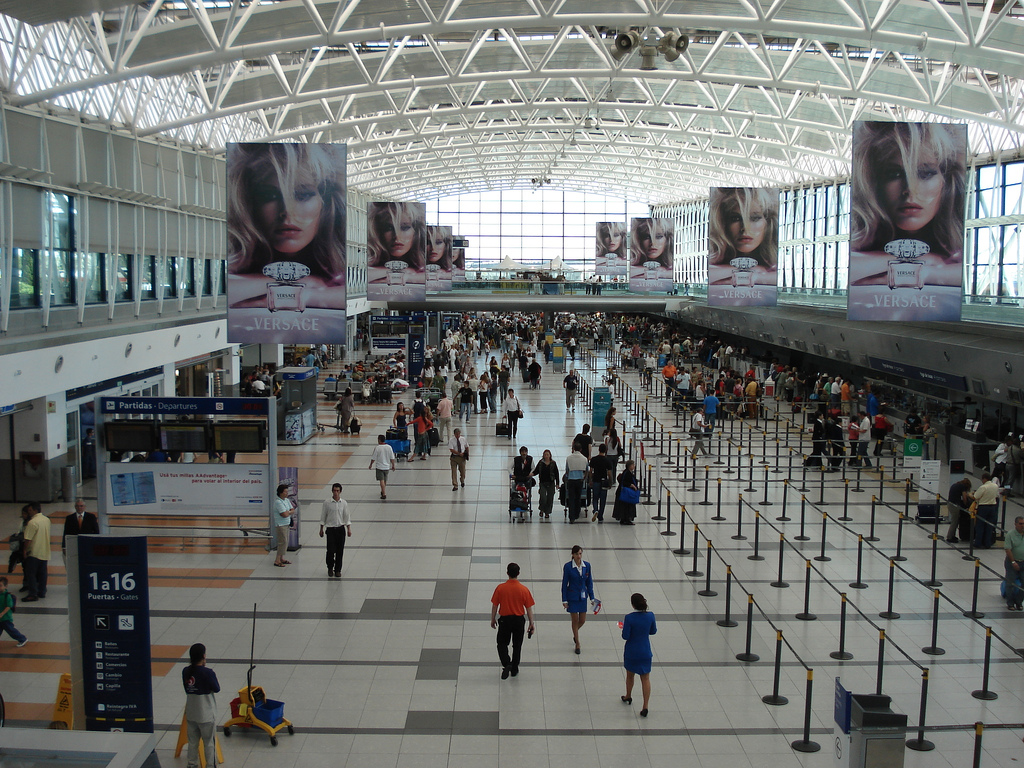
Terminal "A" del Aeropuerto de Ezeiza (asoc. MSGSSS)

### Urgell-Fazio-Penedo-Urgell
- 1989: Torre Libertad Park, en Buenos Aires (asoc. Carnicer-Labeur-Grimbaun)
- 1989: Hotel Intercontinental Buenos Aires (asoc. Giselle Graci)
- 1992: Torres Alto Palermo, en Buenos Aires (asoc. MSGSSS)
- 1992: Torre Dragones, en Buenos Aires
- 1994: Torres de Buenos Aires
- 1994: Torres Jardines de Liniers, en Buenos Aires
- 1998: Planta industrial del Diario La Nación, en Buenos Aires
- 1998: Cinemark 10 Palermo, en Buenos Aires
- 1998: Hotel NH Jousten, en Buenos Aires (remodelación)
- 1998: Hotel NH Columbia, en Montevideo
- 1998: Aeropuerto de Ezeiza (remodelación) (asoc. MSGSSS)
- 1999: Hotel NH City, en Buenos Aires (remodelación)
- 1999: Edificios Costeros, en Buenos Aires (asoc. MSGSSS y Baudizzone-Lestard-Varas)

### Urgell-Penedo-Urgell
- 2000: Optiglobe Data Center

- 2002: Facultad de Filosofía y Ciencias Humanas – Universidad Católica De Asunción, Paraguay

- 2003: Sede Social y Templo para la Comunidad Amijai, en Buenos Aires

- 2003: Torres El Mirador de Puerto Madero, en Buenos Aires
- 2003: Universidad Católica Argentina (remodelación Dock 12 Puerto Madero), en Buenos Aires
- 2004: Hotel Continental, en Buenos Aires (remodelación)
- 2005: Hotel NH City & Tower, en Buenos Aires
- 2006: Hospital Italiano, en Buenos Aires (ampliación)
- 2007: Campus Universitario de San Luis
- 2007: Hotel Arakur
- 2008: Escuela de Posgrado de la Universidad Católica Argentina
- 2009: Dazzler Hotel Palermo
- 2011: Módulo Asistencial Atención Ambulatoria de Alta Complejidad
- 2012: SKF Edificio Corporativo Tortuguitas
- 2012: Campus Universitario Godoy Cruz- Universidad Católica Argentina
- 2014: Fundación Universidad Católica Argentina Capilla Mayor
- 2015: Harbour Tower, en Buenos Aires (asoc. Carlos Ott)
- 2018: Wework Torre Bellini
- 2019: Park 10 Buenavista
- 2019: Sede corporativa - Banco Santander Argentina - Edificio Garay
- 2020: Banco Patagonia – Salas Agiles y Centro de Contactos